# Runa de ligação

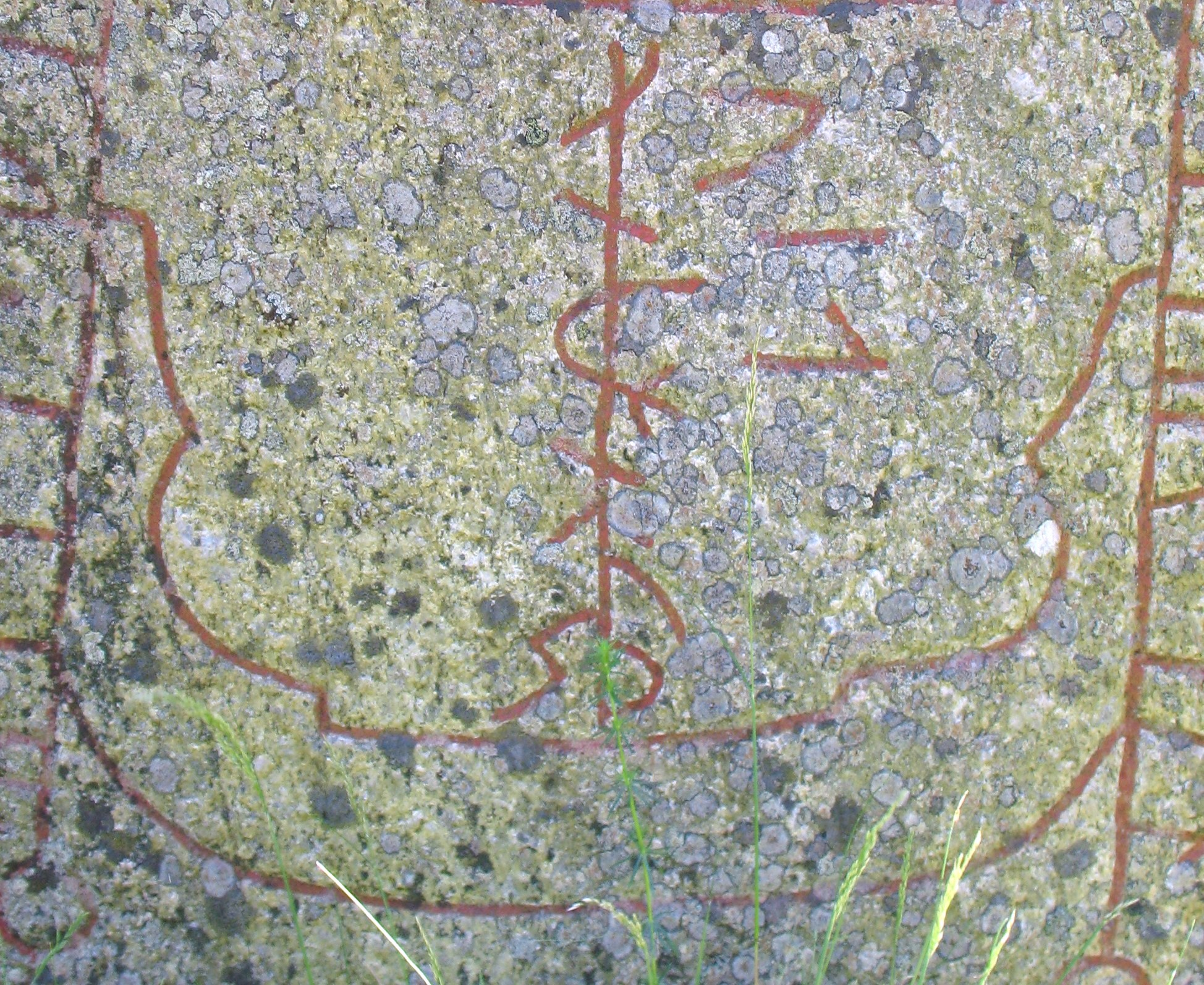
Um barco cujo mastro é formado com as runas de ligação þ=r=u=t=a=ʀ= =þ=i=a=k=n, na pedra rúnica Sö 158 em Ärsta, Södermanland, Suécia. As runas de ligação indicam que o falecido era um thegn forte.

Uma runa ligada ou bindrune (em islandês: bandrún) é uma ligadura germânica do Período de Migração dos povos bárbaros de duas ou mais runas . São extremamente raras em inscrições da Era Viking, mas são comuns em inscrições anteriores (proto-nórdicas) e posteriores (medievais). 
Em algumas pedras rúnicas, as runas vinculadas podem ter tido função ornamental e utilizadas para destacar o nome do escultor. 

## Descrição
Existem dois tipos de runas de ligadura. As runas de ligação normais são formadas por duas (ou raramente três) runas adjacentes que são unidas para formar um único glifo conjugado, geralmente compartilhando um traço vertical comum (veja o exemplo de Hadda abaixo).  Outro tipo de runa de ligação chamada runa de mesma pauta, que é comum em inscrições rúnicas escandinavas, mas não ocorre em inscrições rúnicas anglo-saxônicas, é formada por várias letras rúnicas escritas sequencialmente ao longo duma longa linha de haste comum (ver o exemplo þ=r=u=t=a=ʀ= =þ=i=a=k=n mostrado na imagem).  Nos últimos casos, a longa linha de base da runa de ligação pode ser incorporada a uma imagem na pedra rúnica, por exemplo, como um mastro de navio nas pedras rúnicas Sö 158 em Ärsta e Sö 352 em Linga, Södermanland, Suécia, ou como as ondas sob um navio em DR 220 em Sønder Kirkeby, Dinamarca . 

## Exemplos

### Ancião Futhark
Exemplos encontrados nas inscrições do Elder Futhark incluem:
- Runas Tiwaz empilhadas: Pedra Kylver, Seeland-II-C
- Runas Gebô combinadas com vogais: Kragehul I
- A sílaba ing escrita como uma ligadura de Isaz e Ingwaz (a chamada "runa da lanterna").

### Anglo-saxão Futhorc
Runas de ligação não são comuns em inscrições anglo-saxônicas, mas ás vezes aparecem ligaduras duplas, e são raras as ligaduras triplas. A seguir estão alguns exemplos de runas de ligação que foram identificadas em inscrições rúnicas anglo-saxônicas:  

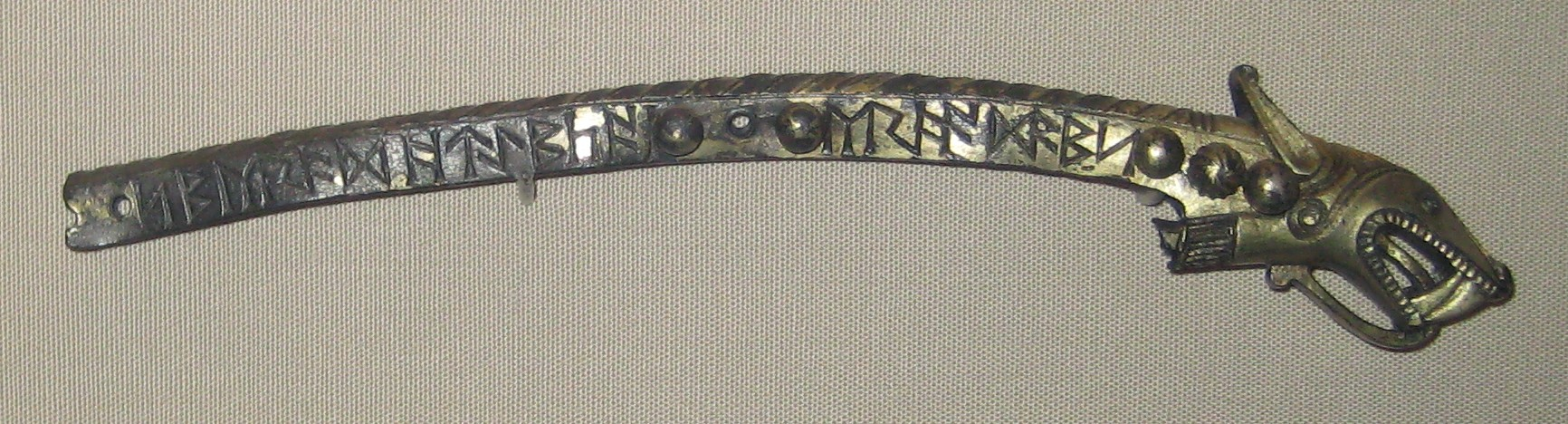
Inscrição rúnica enigmática em uma faca de prata, com várias runas de ligação

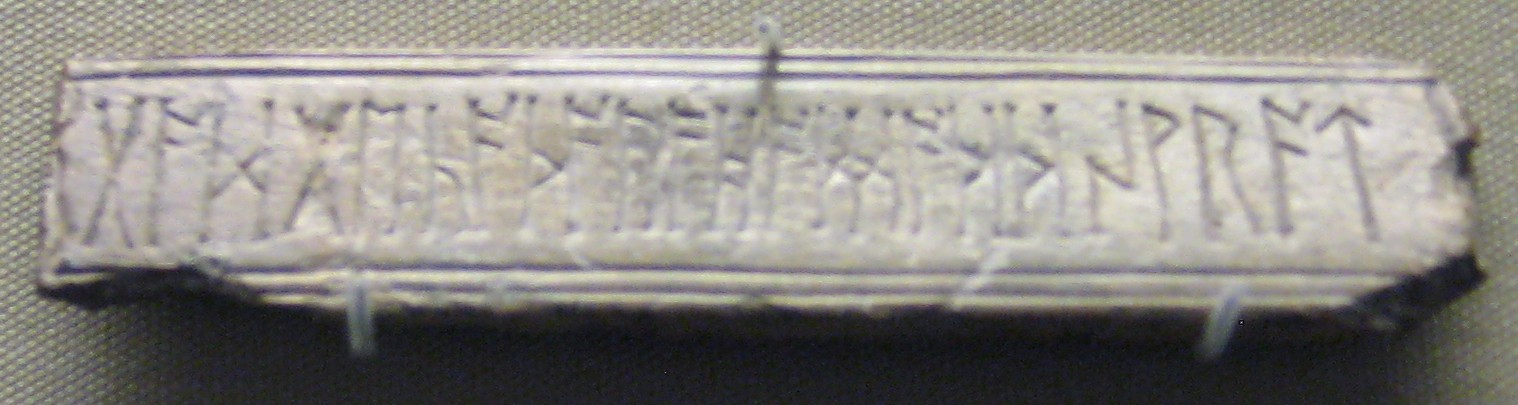
A "placa de osso de Derbyshire", mostrando o nome Hadda com dupla ligadura

## Galeria

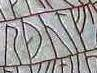
As runas a e þ em ligadura na pedra rúnica Rök
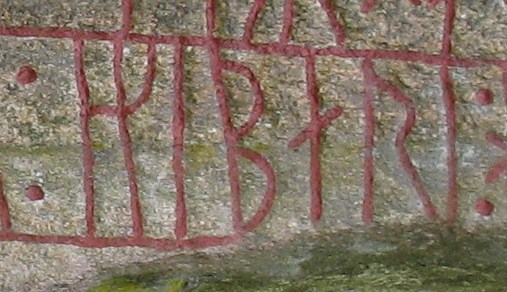
As runas s e k em ligadura na palavra nórdica antiga skipari ("marinheiro") na Pedra Rúnica do Atum em Småland
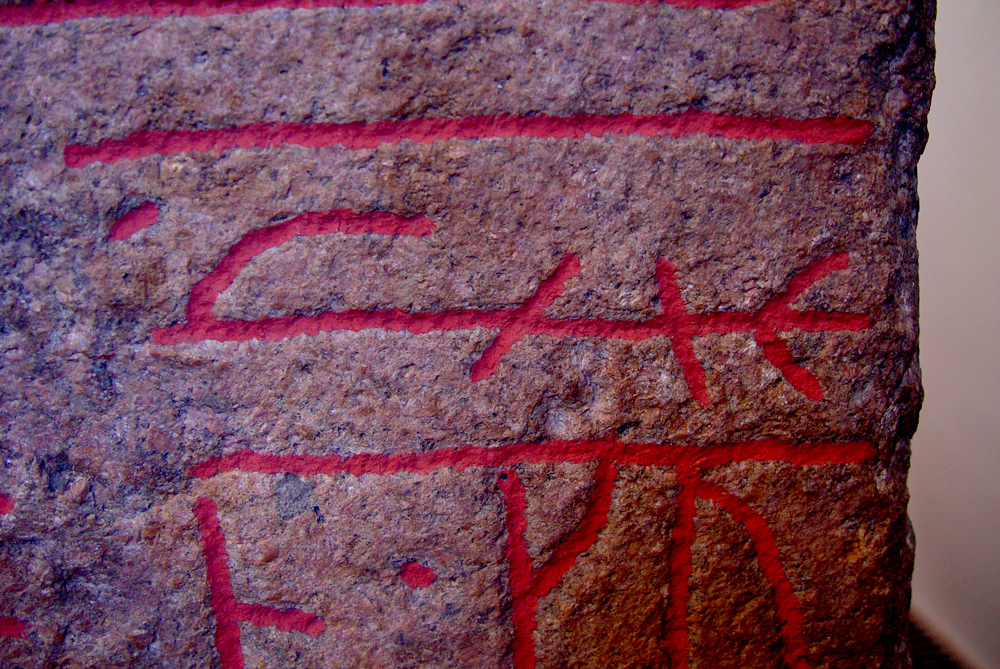
Uma runa de ligação para a palavra runaʀ na pedra rúnica Sønder Kirkeby na Dinamarca
Logotipo Bluetooth (runa de ligação do século XX/XXI de ( Hagall ) e ( Bjarkan )

## Links externos
- Runas de ligação nórdicas